# صلاة العيدين

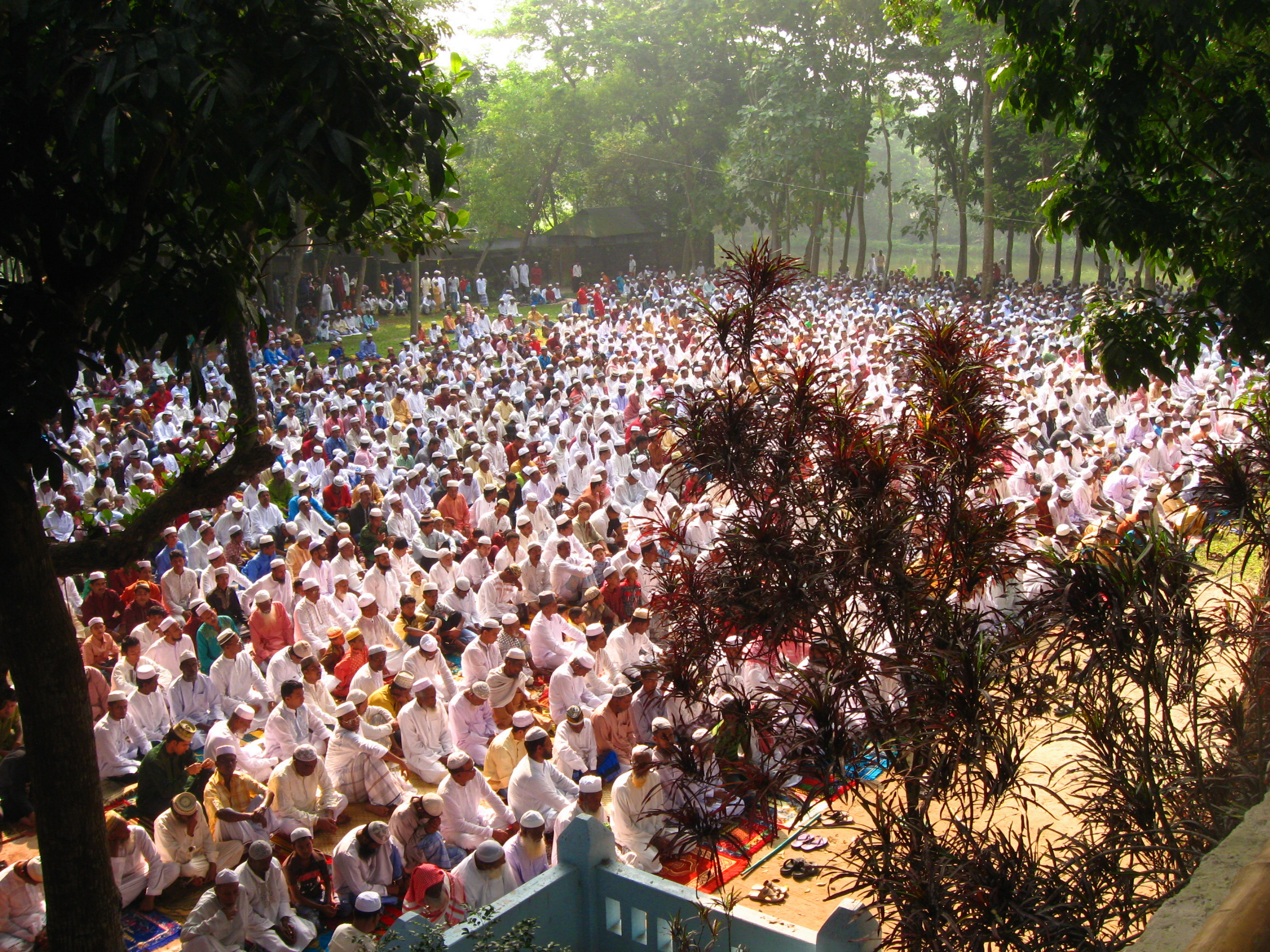
صلاة العيد في بنغلاديش.

شرع الإسلام صلاة العيدين الصلاة الأولى في 1 شوال هجرياً من كل عام والثانية في 10 ذو الحجة هجرياً من كل عام، في السنة الأولى من الهجرة وهي: فرض كفاية عند الحنابلة، والإمامية، وسنة مؤكدة عند المالكية، والشافعية؛ وواجبة عند الحنفية. وتكون الصلاة في صباح أول أيام عيدي الأضحى و الفطر وثبت في الحديث: أن النبي محمد ﷺ واظب عليها، وأمر الرجال والنساء أن يخرجوا لها، وصلاة العيد ركعتان، يشرع فيها التكبير، وبعدها خطبة العيد.

## وقت صلاة العيد
يدخل وقتها بعد ارتفاع الشمس قدر رمح ،أي ارتفاعها عن الأفق للناظر ، ويعادل مترين تقريبًا ، او زمنياً بقدر 15 دقيقة تقريبًا ، وحدده العلماء بزوال حمرتها، وينتهي وقتها بزوال الشمس.

## صفة صلاة العيدين

### عند السنة
من آداب صلاة العيد يستحب الغسل والتطيب ولبس أجمل الثياب، ويستحب في عيد الفطر الإفطار بعد صلاة الفجر مباشرة، بأكل بعض تمرات أو نحوها قبل الخروج إلى الصلاة، أما في عيد الأضحى فيستحب الإمساك بعد صلاة الفجر إلى وقت النحر، وأداء الصلاة في العراء (المصلى) أفضل من تأديتها في المساجد إن أمكن وإلا فلا حرج في فعلها في المساجد.
ومن صفة صلاة العيد أن يحضر الإمام ويئِمُ الناس بركعتين يُكبر في الأولى تكبيرة الإحرام، ثم يُكبر بعدها ست تكبيرات أو سبع تكبيرات لحديث عائشة رضي الله عنها: «التكبير في الفطر والأضحى الأولى سبع تكبيرات وفي الثانية خمس تكبيرات سوى تكبيرتي الركوع».
ثم يقرأ الفاتحة، ويقرأ سورة ق في الركعة الأولى، وفي الركعة الثانية يقوم مُكبراً فإذا انتهى من القيام يُكبر خمس تكبيرات، ويقرأ سورة الفاتحة، ثم سورة القمر ﴿اقْتَرَبَتِ السَّاعَةُ وَانْشَقَّ الْقَمَرُ ۝١﴾ [القمر:1]، فهاتان السورتان كان النبي محمد عليه الصلاة والسلام يقرأ بهما في العيدين، وإن شاء قرأ في الأولى سورة الأعلى وفي الثانية بـ ﴿هَلْ أَتَاكَ حَدِيثُ الْغَاشِيَةِ ۝١﴾ [الغاشية:1]، فقد ورد عن النبي محمد أنه كان يقرأ في العيد سبح اسم ربك الأعلى والغاشية.
وينبغي للإمام إحياء السنة بقراءة هذه السور حتى يعرفها المسلمون ولا يستنكروها إذا وقعت.
وبعد الصلاة يخطب الإمام في الناس، وينبغي أن يخص شيئاً من الخطبة يوجهه إلى النساء يأمرهن بما ينبغي أن يقمن به، وينهاهن عن ما ينبغي أن يتجنبنه كما فعل النبي محمد.

### عند الشيعة

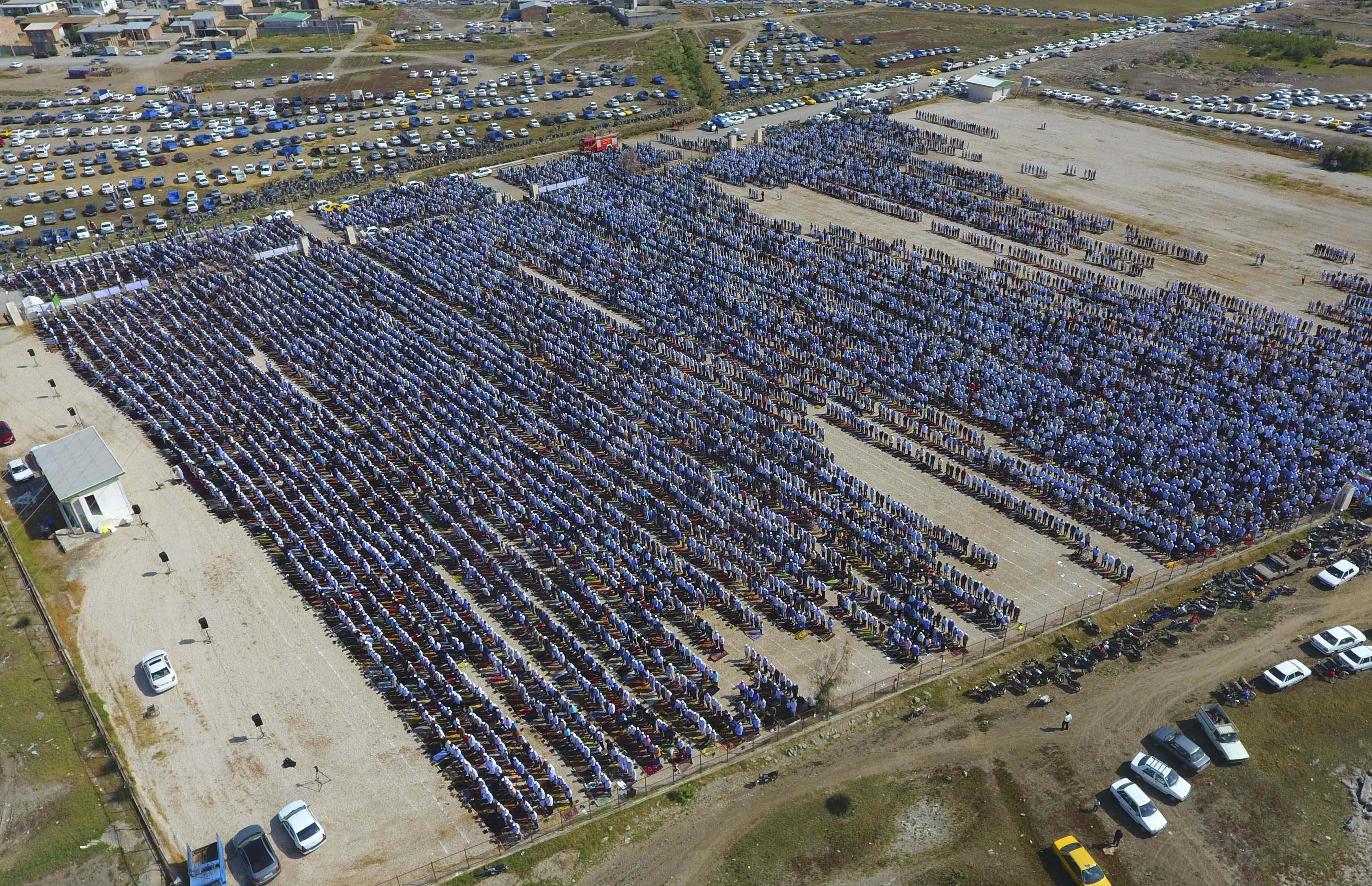
صلاة العيد الفطر في بندر تركمان الإيرانية.

عند الشيعة صلاة العيدين هي واجبة في زمان حضور الإمام مع اجتماع الشرائط، لكنها مستحبة جماعة وفرادى في زمان الغيبة. وكيفيتها:
ركعتان تبدأ بتكبيرة الإحرام ويقرأ في كل منهما الحمد وسورة، والأفضل أن يقرأ في الأولى سورة الشمس وفي الثانية سورة الغاشية أو حسب رواية أخرى يقرأ في الأولى سورة الأعلى وفي الثانية سورة الشمس. ثم يكبّر في الأولى خمس تكبيرات، ويقنت بعد كل تكبير، وفي الثانية يكبر بعد القراءة أربعاً ويقنت بعد كل تكبير. ثم يكبر تكبيرة الركوع ثم يركع ويسجد. ويجزي في القنوت ما يجزي في قنوت سائر الصلوات، والأفضل أن يدعو بالمأثور، فيقول في كل واحد منها:
«اللَّهُمَّ أَهْلَ الكَبْرِياءِ وَالعَظَمَةِ، وَأَهْلَ الجُودِ وَالجَبَرُوتِ، وَأَهْلَ العَفْوِ وَالرَّحْمَةِ، وَأَهْلَ التَّقوى وَالمَغْفِرَةِ، أَسْأَلُكَ بِحَقِّ هذا اليَوْمِ الَّذِي جَعَلْتَهُ لِلْمُسْلِمِينَ عِيْداً، وَلِمُحَمَّدٍ صلى‌الله‌عليه‌وآله ذُخْراً وشَرَفاً وَكَرَامَةً وَمَزِيداً، أَنْ تُصَلِّيَ عَلى مُحَمَّدٍ وَآلِ مُحَمّدٍ، وَأَنْ تُدْخِلَنِي فِي كُلِّ خَيْرٍ أَدْخَلْتَ فِيْهِ مُحَمَّداً وَآلَ مُحَمَّدٍ، وَأَنْ تُخْرِجَنِي مِنْ كُلِّ سُوءٍ أَخْرَجْتَ مِنْهُ مُحَمَّداً وَآلَ مُحَمَّدٍ صَلَواتُكَ عَلَيْهِ وَعَلَيْهِمْ. اللَّهُمَّ إِنِّي أَسْأَلُكَ خَيْرَ ما سَأَلَكَ عِبادُكَ الصَّالِحُونَ، وَأَعُوذُ بِكَ مِمّا اسْتَعاذَ مِنْهُ عِبادُكَ المُخلِصُونَ.»
وبعد إتمام الصلاة يستحب الإتيان بتسبيحة الزهراء.
ثم يأتي الإمام بخطبتين، ولا يجب حضورهما ولا استماعهما، بل يستحب، إجماعاً من المسلمين.

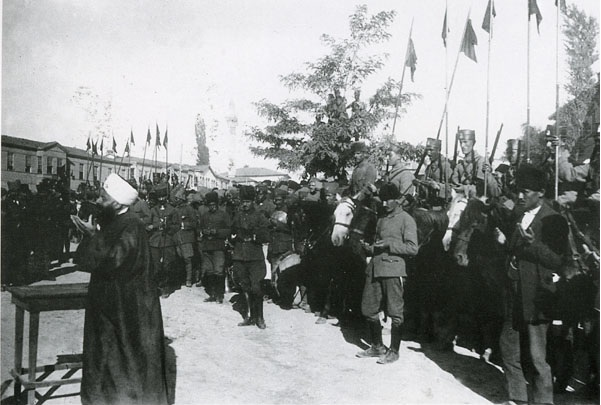
إقامة صلاة العيد في ميدان أولص - أنقرة - تركيا - قبل توجه المصلين إلى جبهة القتال في معركة دوملوبونار التي اختتمت الحرب اليونانية التركية.

## التكبير في صلاة العيد
«عن عمرو بن شعيب عن أبيه عن جده، أن النبي ﷺ  كبر في عيد ثنتي عشرة تكبيرة: سبعا في الأولى، وخمسا في الآخرة، ولم يصل قبلها ولا بعدها» رواه أحمد وابن ماجه. وقال أحمد: أنا أذهب إلى هذا.
وفي رواية: «قال: قال النبي ﷺ: التكبير في الفطر سبع في الأولى، وخمس في الآخرة، والقراءة بعدهما كلتيهما». رواه أبو داود والدارقطني.
«وعن عمرو بن عوف المزني، أن النبي ﷺ  كبر في العيدين: في الأولى سبعا قبل القراءة، وفي الثانية خمسا قبل القراءة». رواه الترمذي وقال: هو أحسن شيء في هذا الباب عن النبي ﷺ. ورواه ابن ماجه ولم يذكر القراءة، لكنه رواه وفيه القراءة كما سبق من حديث سعد المؤذن.
وروى علي بن أبي حمزة عن جعفر الصادق، الإمام السادس عن الشيعة، في صلاة العيدين قال: «يُكَبِّرُ ثُمَّ يَقْرَأُ ثُمَّ يُكَبِّرُ خَمْساً وَيَقْنُتُ بَيْنَ كُلِّ تَكْبِيرَتَيْنِ ثُمَّ يُكَبِّرُ اَلسَّابِعَةَ وَ يَرْكَعُ بِهَا ثُمَّ يَسْجُدُ ثُمَّ يَقُومُ فِي اَلثَّانِيَةِ فَيَقْرَأُ ثُمَّ يُكَبِّرُ أَرْبَعاً فَيَقْنُتُ بَيْنَ كُلِّ تَكْبِيرَتَيْنِ ثُمَّ يُكَبِّرُ اَلخَامِسَةَ وَيَرْكَعُ بِهَا.»

## الصلاة قبل الخطبة

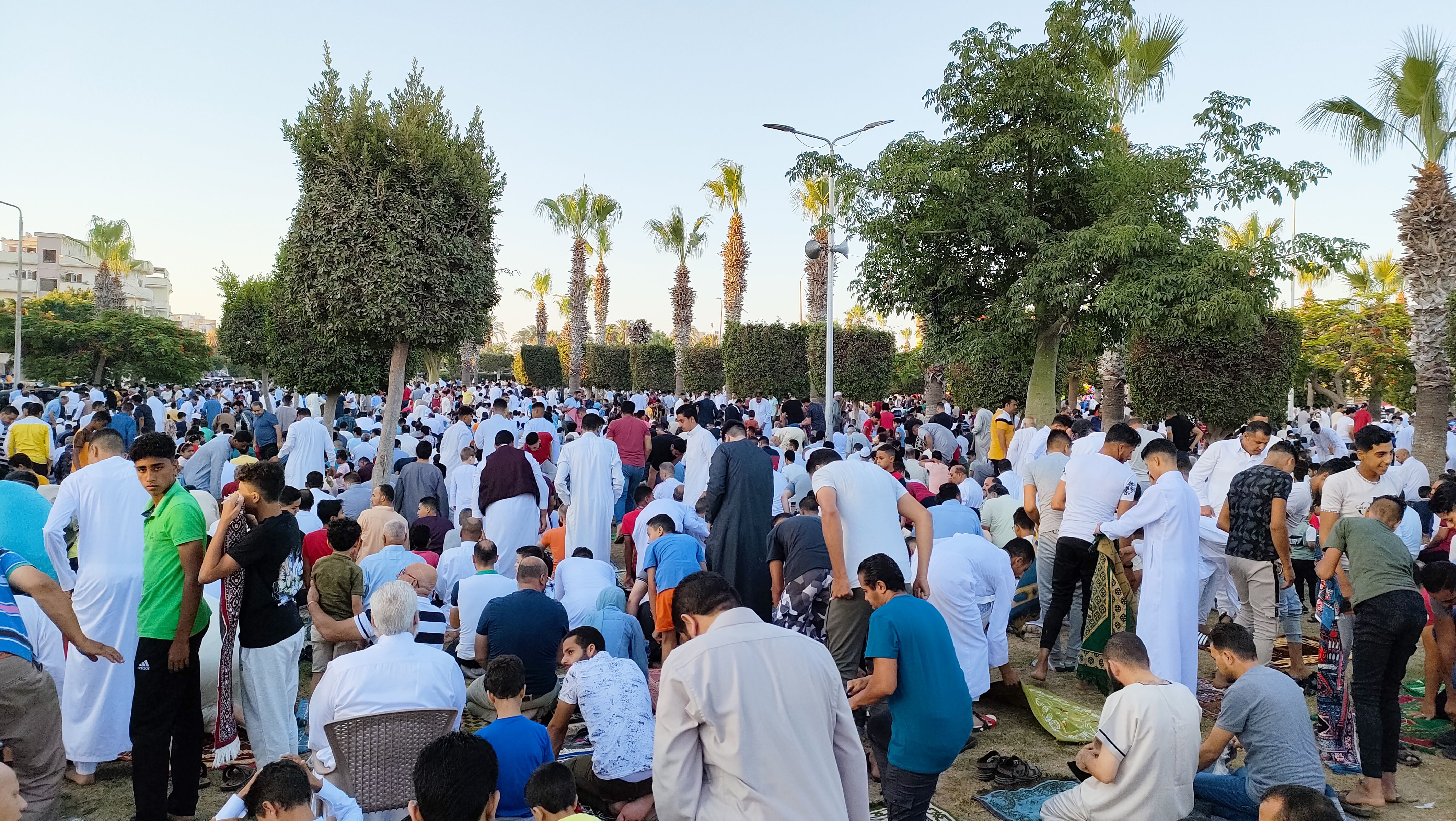
صلاة عيد الأضحى في برج العرب الجديدة

من أحكام العيد أن الصلاة قبل الخطبة لحديث جَابِرِ بْنِ عَبْدِ اللَّهِ قَالَ: «إِنَّ النَّبِيَّ صَلَّى اللَّهُ عَلَيْهِ وَسَلَّمَ خَرَجَ يَوْمَ الْفِطْرِ فَبَدَأَ بِالصَّلاةِ قَبْلَ الْخُطْبَةِ». رواه البخاري ومسلم
ومما يدلّ على أن الخطبة بعد الصلاة حديث أبي سعيد قَالَ: «كَانَ رَسُولُ اللَّهِ صَلَّى اللَّهُ عَلَيْهِ وَسَلَّمَ يَخْرُجُ يَوْمَ الْفِطْرِ وَالْأَضْحَى إِلَى الْمُصَلَّى فَأَوَّلُ شَيْءٍ يَبْدَأُ بِهِ الصَّلاةُ ثُمَّ يَنْصَرِفُ فَيَقُومُ مُقَابِلَ النَّاسِ وَالنَّاسُ جُلُوسٌ عَلَى صُفُوفِهِمْ فَيَعِظُهُمْ وَيُوصِيهِمْ وَيَأْمُرُهُمْ فَإِنْ كَانَ يُرِيدُ أَنْ يَقْطَعَ بَعْثًا قَطَعَهُ أَوْ يَأْمُرَ بِشَيْءٍ أَمَرَ بِهِ ثُمَّ يَنْصَرِفُ.
قَالَ أَبُو سَعِيدٍ: فَلَمْ يَزَلْ النَّاسُ عَلَى ذَلِكَ حَتَّى خَرَجْتُ مَعَ مَرْوَانَ - وَهُوَ أَمِيرُ الْمَدِينَةِ - فِي أَضْحًى أَوْ فِطْرٍ فَلَمَّا أَتَيْنَا الْمُصَلَّى إِذَا مِنْبَرٌ بَنَاهُ كَثِيرُ بْنُ الصَّلْتِ فَإِذَا مَرْوَانُ يُرِيدُ أَنْ يَرْتَقِيَهُ قَبْلَ أَنْ يُصَلِّيَ فَجَبَذْتُ بِثَوْبِهِ فَجَبَذَنِي فَارْتَفَعَ فَخَطَبَ قَبْلَ الصَّلاةِ فَقُلْتُ لَهُ غَيَّرْتُمْ وَاللَّهِ!!
فَقَالَ: أَبَا سَعِيدٍ قَدْ ذَهَبَ مَا تَعْلَمُ.
فَقُلْتُ: مَا أَعْلَمُ وَاللَّهِ خَيْرٌ مِمَّا لا أَعْلَمُ.
فَقَالَ: إِنَّ النَّاسَ لَمْ يَكُونُوا يَجْلِسُونَ لَنَا بَعْدَ الصَّلاةِ فَجَعَلْتُهَا قَبْلَ الصَّلاةِ». رواه البخاري.

## وصلات خارجية
- صلاة العيدين في ضوء الكتاب والسنة سعيد بن علي بن وهف القحطاني